# Thomas Hardy
Thomas Hardy (2. června, 1840, Upper Bockhampton, hrabství Dorset, Anglie – 11. ledna, 1928) byl anglický spisovatel – romanopisec, autor povídek a básník. Původním povoláním byl architekt. Jeho díla mají naturalistický charakter. Ve svých dílech, na rozdíl od Charlese Dickense, volí prostředí venkova. V mnoha románech podává kritiku anglické společnosti, která je k nemajetným lidem velmi krutá. Jeho romány jsou smutné a často končí tragicky, postavy podléhají v zápase nejen s přírodními silami, ale i nespravedlivostí společnosti.

## Život
Narodil se ve vesničce Upper Bockhampton na jihozápadě Anglie v hrabství Dorset. Otec pracoval jako kameník a místní stavitel. Matka byla velmi sečtělá a doplňovala Hardymu znalosti načerpané ve škole. Když ve svých 16 letech ukončil školní docházku, nastoupil jako učeň k Johnu Hicksovi, místnímu staviteli. Ještě než v roce 1862 odešel do Londýna, učil se v Dorchestru stavitelem. V Londýně se přihlásil na King's College London. Získal zde ocenění od Královského institutu britských architektů (Royal Institute of British Architects) a Asociace architektů (Architectural Association). Londýn nebyl pro něj nikdy domovem a když se po pěti letech vrátil zpět do Dorsetu, rozhodl se, že se bude věnovat psaní.
Když v roce 1870 pracoval na rekonstrukci farního kostela v St. Juliot v Cornwallu, seznámil se s Emmou Lavinií Giffordovou. Zamiloval se do ní a v roce 1874 se s ní oženil. Ačkoliv se svou ženou později již nežil, její smrt v roce 1912 jej velice ranila. Vypravil se do Cornwallu, aby zde znovu navštívil místa spojená s jejich námluvami. V roce 1914 se oženil se svojí o čtyřicet let mladší sekretářkou Florence Dugdaleovou, se kterou se seznámil v roce 1905 a která psala rovněž knihy pro mládež. Hardy však neustále myslel na Emmino náhlé úmrtí, smutek se snažil překonat psaním poezie.
V prosinci roku 1927 onemocněl zánětem pohrudnice a v roce 1928 zemřel. Na smrtelné posteli nadiktoval své ženě poslední báseň. Jeho pohřeb 16. ledna ve Westminsterském opatství se stal kontroverzní událostí. On sám, jeho rodina a přátelé si přáli, aby byl pohřben ve Stinsfordu ve stejném hrobě jako jeho žena Emma. Vykonavatel jeho závěti Sir Sydney Carlyle Cockerell však trval na tom, že má být pochován v Poet's Corner, v části chrámu, kde byli pohřbeni básníci, spisovatelé a dramatici. Obě strany se domluvily na kompromisu; jeho srdce bylo pohřbeno ve Stinsfordu a popel uložen v Poet's Corner.

## Romány
Pro jeho první román The Poor Man and the Lady, který byl dokončen v roce 1867, se nepodařilo najít vydavatele. Autor pak rukopis zničil, zachovaly se z něj jen části. Jeho mentor, přítel a zároveň i redaktor prvních jeho beletristických prací, viktoriánský básník a romanopisec George Meredith jej přesvědčil, aby pokračoval v psaní. Anonymně byly tedy vydány romány Desperate Remedies (1871) a Under the Greenwood Tree (1872). V roce 1873 vyšla pod jeho vlastním jménem kniha A Pair of Blue Eyes.
V roce 1874 byl vydán román Daleko od hlučícího davu (Far From the Madding Crowd). Kniha byla velmi úspěšná, teprve poté přestal pracovat jako stavitel a soustředil se na literaturu. Během následujících více než pětadvaceti let vzniklo dalších deset románů.
S rodinou se přestěhoval z Londýna do Yeovil a později do Sturminster Newton, kde napsal Rodákův návrat (The Return of the Native, 1878). V roce 1885 se stěhovali naposledy a sice do Max Gate, do domu nedaleko od Dorchestru, který navrhl on sám a postavil jej jeho bratr. Zde napsal romány Starosta casterbridgeský (The Mayor of Casterbridge, 1886), Lesáci (The Woodlanders, 1887) a Tess z d’Urbervillů (Tess of the d'Urbervilles, 1891). Poslední se díky soucitnému obrazu „padlé ženy“ stal terčem kritiky a nesměl být vydán. Jeho podtitulem A Pure Woman: Faithfully Presented měl v úmyslu šokovat viktoriánskou střední třídu.
Odezvou na jeho další román Neblahý Juda (Jude the Obscure, vydán 1895), bylo díky otevřenému pojetí sexu ještě větší pobouření a román byl kritiky často nazýván „Nemravný Juda“ (Jude the Obscene). Kniha byla odsouzena za kritiku manželství a jelikož se Emma Hardyová domnívala, že bude Neblahý Juda chápán jako autobiografie, zapříčinil román napětí v jeho již tak velmi složitém manželství. Někteří knihkupci prodávali knihu v neprůhledných papírových sáčcích a wakefieldský biskup znechucený "drzostí a necudností" autora vrhnul román do ohně (asi ze zoufalství nad tím, že nemohl upálit autora samého, jak poznamenal Hardy se šibeničním humorem v pozdějším doslovu).

## Dílo
- The Poor Man and the Lady (1867, nepublikovaný a ztracený)
- Daleko od hlučícího davu (1874, Far from the Madding Crowd) – překlad Jarmila Rosíková, Ladislav J. Živný
- Rodákův návrat (1878, The Return of the Native) – překlad Ladislav Vymětal
- Starosta casterbridgeský (1886, The Mayor of Casterbridge) – prodá svou ženu a dítě a později se stane starostou a bojí se, aby to nevyšlo najevo. Překlad Jarmila Emmerová
- Lesáci (1887, The Woodlanders) – překlad Aloys Skoumal a Hana Skoumalová, 1975
- Wessexské povídky (1888, Wessex Tales) – překlad Ladislav J. Živný
- Tess z d'Urbervillů (1891, Tess of the d'Urbervilles) – překlad 1927 Jos. J. David, dostupný online[1], nový překlad Marta Staňková, Marta Johánková, Josef J. David,
- Drobné ironie života (1894, Life's Little Ironies) – překlad Jaroslav Skalický
- Neblahý Juda (1895, Jude the Obscure) – příběh mladíka prostého původu, který touží po vzdělání, ale společnost mu ho odmítá dát. Překlad Marta Staňková, Josef Hrůša
- The Three Strangers